# Juraj Czinege
Juraj Czinege (Bratislava, 29 ottobre 1977) è un ex calciatore slovacco, di ruolo centrocampista.

## Caratteristiche tecniche
È un mediano.

## Carriera

### Nazionale
Ex capitano dell'Under-21 slovacca, ha giocato anche le Olimpiadi 2000 da capitano dell'Under-23.
Esordisce il 6 febbraio 2002 contro la nazionale iraniana (2-3).